# Cassida seladonia
Cassida seladonia es un coleóptero de la familia Chrysomelidae.
Fue descrita científicamente en 1827 por Gyllenhal.